# 加藤清尚
加藤 清尚（かとう きよたか、1966年7月14日 - ）は、日本人空道家。国際空道連盟大道塾行徳・東中野支部長。宮城県仙台市出身。
一時はキックボクシングに転向したり交通事故に逢ったりして3年のブランクを作るも、不屈の闘志で現役に復帰した。本人は交通事故後の北斗旗優勝等の偉業達成を奇跡と呼ばれる事を嫌い、努力による結果、必然的な事だと話している。現在は後進の指導に重きを置いている。遠祖に加藤清正がいる。

## 来歴
- 1987年 - 北斗旗空手道選手権大会軽量級準優勝、無差別級6位
- 1988年 - 北斗旗空手道選手権大会軽量級優勝
- 1989年 - 北斗旗空手道選手権大会無差別級4位
- 1991年 - 北斗旗空手道選手権大会軽量級及び無差別級優勝（軽量級と無差別級を同時制覇）
- 1992年 - 北斗旗空手道選手権大会無差別級準優勝
- 1993年 - 北斗旗空手道選手権大会軽重量級優勝
- 1994年 - 北斗旗空手道選手権大会無差別級4位

海外に渡航し、キックボクサーとしてラスベガスで活動開始。
- 1995年 - キックボクシングに専念開始。WMTF北アメリカジュニアウェルター級王座獲得。
- UKF世界スーパーライト級王座獲得。
- 1996年 - WMTF世界ジュニアウェルター級獲得。
- 1996年7月20日 - 交通事故に遭遇。左足頚骨粉砕骨折。全治3年と診断される。
- 1999年 - 復帰第一戦　北斗旗空手道選手権大会敗退に終わる。
- 2001年 - 北斗旗空手道選手権大会中量級優勝　完全復帰を果たす